# Південно-східний регіон (Бразилія)
Південно-східний регіон Бразилії складається із штатів Еспіриту-Санту, Мінас-Жерайс, Ріо-де-Жанейро і Сан-Паулу. Це найбільший за населенням та найбагатший регіон країни, який відповідає приблизно за 60 % бразильського ВВП.